# Liste des as de la Seconde Guerre mondiale

## Axe
- Allemagne : As avec plus de 100 victoires, liste complète des as de la Luftwaffe et liste des as des Stukas
- Italie : liste des as italiens de la Seconde Guerre mondiale
- Japon : Liste des as des forces armées japonaises (1937-1945)
- Hongrie : liste des as hongrois de la Seconde Guerre mondiale
- Croatie : liste des as croates de la Seconde Guerre mondiale
- Slovaquie : liste des As slovaques de la Seconde Guerre mondiale
- Espagne : liste des As espagnols de la Luftwaffe
- Bulgarie : liste des As bulgares de la Seconde Guerre mondiale

## Alliés
- Commonwealth: liste des As du Commonwealth de la Seconde Guerre mondiale
- États-Unis: Liste des As américains de la Seconde Guerre mondiale
- URSS : liste des As soviétiques de la Seconde Guerre mondiale, liste des as espagnols de l'Armée rouge
- Chine : liste des As chinois de la Seconde Guerre mondiale
- France : liste des As français de la Seconde Guerre mondiale
- Belge : liste des As belges de la Seconde Guerre mondiale
- Norvège : liste des As norvégiens de la Seconde Guerre mondiale